# Elemento regulador en trans
Los elementos Trans-reguladores son genes los cuales pueden modificar (o regular) la expresión de genes distantes. Más específicamente, los elementos trans-reguladores son secuencias de ADN  que codifican factores de transcripción.
Los elementos trans reguladores trabajan a través de la interacción intermolecular entre dos moléculas diferentes y por lo tanto se dice que están "actuando en trans". Por ejemplo (1) una proteína  factor de transcripción transcrita y traducida derivada del elemento trans regulador; y un (2) ADN elemento regulador que es adyacente al gen regulado. Esto en contraste a los elementos reguladores en Cis que trabajan a través de interacciones intramoleculares entre partes diferentes de la misma molécula: (1) un gen; y (2)un elemento regulador adyacente para ese gen en la misma molécula de ADN.
Ejemplos de factores que actúan en trans incluyen los genes para:
- Subunidades de ARN polimerasa
- Proteínas que se unen a la ARN polimerasa para estabilizar el complejo de iniciación
- Proteínas que se unen a todos los promotores de secuencias específicas, pero no a la ARN polimerasa (TFIID factores)
- Proteínas que se unen a unos pocos promotores y son necesarios para la iniciación de la transcripción (reguladores positivos de la expresión génica)